# Парфюмът
„Парфюмът. Историята на един убиец“ (на немски: Das Parfum – Die Geschichte eines Mörders) е роман от немския писател Патрик Зюскинд (р. 1949), публикуван през 1985 г.

До 1985 г. Патрик Зюскинд е напълно непознато име в литературата. Днес той е един от най-споменаваните немски писатели, а книгата му „Парфюмът“ веднага след излизането ѝ е преведена на повече от двадесет езика. Сравняват я по въздействие и популярност с „Името на розата“ на Умберто Еко. Но по-подходящо е сравнението с една по-стара „литературна сензация“ – през 1929 г. по подобен начин е приета от читателите и критиката по света друга немска книга: романът на Ерих Мария Ремарк „На Западния фронт нищо ново“.
През 2006 година романът е филмиран от Том Тиквер под заглавието „Парфюмът: Историята на един убиец“.

## Гласове
Приликата се подсилва и от сходната съдба на двете книги – и двата романа предизвикват крайно противоречиви оценки, простиращи се между пламенен възторг и също така пламенно отрицание. „Тъй изненадващ, тъй приказен и в същото време тъй ужасно страшен, пълен с фантазия и езиково изящество – това е вълнуващият първи роман на един високо надарен писател“ – може да се прочете в един немски критичен отзив за „Парфюмът“. А в Сан Франциско пишат: „Едно от най-смайващите открития през последните години. Пленително. Шедьовър!“ Френският „Фигаро“ отбелязва: „По-различно от всичко четено досега. Феномен, който ще остане единствен в съвременната литература.“ А авторитетният „Тайм“ пророкува: „Силен и увличащ роман. Въздействието му ще трае дълго.“
Наред с възхищенията обаче се появяват и гласове, които наричат романа мистификация, упрекват Зюскинд, че спекулира с ниските страсти на читателите, обвиняват го в епигонство, та дори в плагиатство, като се опитват да му отнемат авторството на основната идея.

## Гениалното чудовище
А тя е наистина уникална: един човек, „едно от най-гениалните чудовища на осемнадесети век“, притежава необикновено силно обоняние и чудната способност да различава хиляди ухания. Единствената му амбиция в този живот е от „летливото царство на миризмите“, а именно: да композира парфюм, съставен от телесната миризма на множество красиви момичета, с който да се напръска и така да спечели обичта на хората. Защото – и това е ужасната цена за гениалността му – самият той е лишен от собствена миризма.
Чудовището Жан-Батист Грьонуй, роден под тезгяха на рибния пазар от проститутка и изоставен там, копнее за мириса на ония толкова рядко срещани люде, които вдъхват любов. И тъкмо те стават неговите жертви. Но стремежът му е да създаде парфюм с дъх не само на човек, а и на свръхчовек, на ангел – „така неописуемо хубав и живителен, че този, който го вдъхне, да се омагьоса и да възлюби от все сърце него – Грьонуй, носителя на този парфюм“.
Но – ето и поантата на романа – в мига на успеха онази магия, за която убиецът е копнял винаги – обичта на хората, – му става непоносима, защото самият той не ги обича, той ги мрази. И символично конципираният герой на Зюскинд – пак един диктатор и тиран – внезапно осъзнава, че удовлетворение би намерил не в обичта, а само в омразата, в чувството да мрази и да бъде мразен.

## Културата на сетивата
Тази заострена фабула обаче е само външната обвивка на творбата. Същността ѝ е друга – иронично есе върху закърнялата култура на възприятията при човека, особено съвременния. Според Зюскинд парфюмите, които ни заобикалят, притежават такава убеждаваща сила, пред която бледнеят слово, поглед, чувство и воля. Покоряващата власт на уханието е неудържима, тя прониква в нас, както въздухът в дробовете ни, изпълва ни докрай и няма средство, което да я спре, защото не я осъзнаваме.
Сравняват образа на Жан-Батист Грьонуй с един или друг герой от съвременната литература, най-вече с прочутия урод на Гюнтер Грас от романа „Тенекиеният барабан“. Но всички тези „чудовища“ идат от романтичната традиция. Героят на Зюскинд – той е и физически безобразен – е по-сроден с Квазимодо на Виктор Юго и особено с персонажите от приказния свят на Е.Т.А. Хофман. А оттам пътят води назад към немската народна приказка, към ужасните разкази за изверги и фантастични зверства, събрани някога от Братя Грим. Дори стилът на „Парфюмът“ е издържан в духа на немското романтично повествование с характерната ирония и „изпадане от рамката“ на фабулата. Затова и романът добива особена идейна многозначност, която бързо го отделя от образците на „тривиалната литература“.
- Братя Грим
- Е.Т.А. Хофман
- Виктор Юго
- Гюнтер Грас